# Основные оксиды
Осно́вные окси́ды — солеобразующие оксиды металлов, которым соответствуют основания. Как правило, металлы в них проявляют степень окисления +1 или +2. К ним относятся оксиды щелочных и щёлочноземельных металлов (кроме оксида бериллия), а также оксиды переходных металлов в низших степенях окисления, и оксид таллия (I).
Таким образом, основными называются оксиды, гидроксиды которых являются основаниями.

## Химические свойства
- Могут взаимодействовать с водой с образованием соответствующих гидроксидов. В реакцию с водой вступают не все основные оксиды, а только оксиды наиболее активных металлов, которые расположены в главных подгруппах первой и второй групп Периодической таблицы (натрий, калий, кальций, барий и др.)[3]:

{\displaystyle {\mathsf {CaO+H_{2}O\rightarrow Ca(OH)_{2}}}}
- Взаимодействуют с кислотами с образованием соли и воды[3]:

{\displaystyle {\mathsf {CuO+H_{2}SO_{4}\rightarrow CuSO_{4}+H_{2}O}}}
- Взаимодействуют с кислотными оксидами с образованием соли[4]:

{\displaystyle {\mathsf {MgO+SiO_{2}\rightarrow MgSiO_{3}}}}
- Взаимодействуют с амфотерными оксидами с образованием соли[4]:

{\displaystyle {\mathsf {CaO+ZnO\rightarrow CaZnO_{2}}}}
- Многие основные оксиды могут восстанавливаться до простых веществ[1]:

{\displaystyle {\mathsf {3CuO+2NH_{3}\rightarrow 3Cu+3H_{2}O+N_{2}\uparrow }}}
- Оксиды благородных металлов и ртути разлагаются при нагревании[1]:

{\displaystyle {\mathsf {2Au_{2}O\rightarrow 4Au+O_{2}\uparrow }}}
{\displaystyle {\mathsf {2HgO\rightarrow 2Hg+O_{2}\uparrow }}}

## Получение
- Окисление металлов (кроме благородных) кислородом[3]:

{\displaystyle {\mathsf {2Ca+O_{2}\rightarrow 2CaO}}}
- Разложение гидроксидов[1]:

{\displaystyle {\mathsf {Ca(OH)_{2}{\xrightarrow[{}]{t}}CaO+H_{2}O}}}

## Примеры
Примеры основных оксидов:
- Оксид кальция {\displaystyle CaO};
- Оксид магния {\displaystyle MgO};
- Оксид бария {\displaystyle BaO};
- Оксид ртути(II) {\displaystyle HgO};
- Оксид калия {\displaystyle K_{2}O};
- Оксид натрия {\displaystyle Na_{2}O};
- Оксид лития {\displaystyle Li_{2}O};
- Оксид цезия {\displaystyle {\ce {Cs2O}}};
- Оксид рубидия {\displaystyle {\ce {Rb2O}}};